# 盧柱礎
盧柱礎（？—？），號勷明，直隶河间府景州人。明朝政治人物。

## 生平
天啓四年（1624年）甲子科顺天乡试举人，天啓五年（1625年）联捷乙丑科進士，任曹县知县。任内在县城北关外建大石桥。

## 轶事
曹县城四楼有钟各一，良久未悬。传说挂钟则洪水至。崇祯元年，卢柱础闻而笑之，立命尽悬。不久，曹家口河水泛溢，全县大恐，以至堙塞城门，而钟亦旋即卸下。

## 墓葬
墓在高义村。